# Кохно Леонтій Ілліч
Леонтій Ілліч Кохно (1906—1988) — радянський український кінооператор. Нагороджений медалями.
Народився 26 вересня 1906 р. в Києві в родині службовця. Навчався у Київському художньому інституті (1927—1930). Закінчив операторський факультет Київського кіноінституту (1935). 
Працював асистентом оператора й оператором Київської студії художніх фільмів (1932—1940, 1943—1944, 1952—1958) та Київської студії науково-популярних фільмів (1944—1952, 1958—1988).
Зняв художні кінокартини: «Наші чемпіони» (1953), «Над Черемошем» (1954), «Долина синіх скель» (1956, у співавт. з Я. Рєзником і Т. Чернишовою), «Кінець Чирви-Козиря» (1958) й науково-популярні стрічки: «Другому обласному з'їзду Рад» (1934), «Боротьба за Київ» (1936), «Метод Макаренка» (1937), «Київ» (1938), «Повернення зору» (1941), «Маскування бійця» (1944), «Мікроби проти мікробів» (1946), «Дніпро» (1947), «На колгоспній птахофермі», «Поблизу Диканьки» (1951), «Хто побудував цей дім», «Одна хвилина», «У передових свинарів України» (1960), «Штучне запліднення свиней», «Ґрунтобетон у сільському будівництві» (1961), «Співець народу», «Захистимо сади від шкідників і хвороб» (1962), «Гірська орлиця», «Ставки — багатство колгоспів» (1963), «Облицьовувальна кераміка» (1964), «Боротьба з гірчаком», «Сівба овочевих і бахчевих культур» (1966), «Літні метали», «Асканія-Нова» (1966), «Свідки століть», «Пейзажі моєї Полтавщини» (1967), «Пам'ятники народного подвигу» (1969) та ін.
Автор книги «Данило Порфирович Демуцький» (К., 1965).
Був членом Спілки кінематографістів УРСР.
Помер 14 лютого 1988 р. в Києві. 